# Стоговоз
Стоговоз — тракторный прицеп самозагружающегося-самосвального типа, предназначенный в основном для перевозки стогов сена или соломы, а также других сельскохозяйственных грузов.
Чтобы использовать стоговоз[какой?] для транспортировки собственно стогов, нужно откинуть боковые борта платформы, снять передний борт и установить удлинители пальцевого бруса, подхватывающие пальцы и прижимную рамку. Надставными бортами увеличивают площадь платформы. Перед погрузкой стога подхватывающие пальцы опускают на землю, сам стог перевязывают тросом, затем стог грузят на платформу. Перед снятием стога подхватывающие пальцы опять опускают на землю и используют специальную погрузочно-разгрузочную сетку, чтобы снять стог с платформы. В СССР  стоговозы агрегатировались с тракторами класса 3 тс.
Выпускались серийно стоговозы СП-2, СТП-2, СПУ-4,0, СП-4,0, СП-60, УТПС-6 и т. д., навесной стоговоз СН-1,0 используемый для перевозки стожков созданных стогообразователем. Также, кустарно изготавливаются самодельные стоговозы.
Стоговозы позволяют перевозить стога и скирды (или часть скирды) без их разрушения, т. е. без необходимости перекидывания сена на транспорт и стогования по новой после перевозки. Стоговоз УТПС-6 позволяет перевозить скирду по частям, для чего снабжена пилой для её распиливания.